# 예스틀랸트현

예스틀랸디야현의 문장

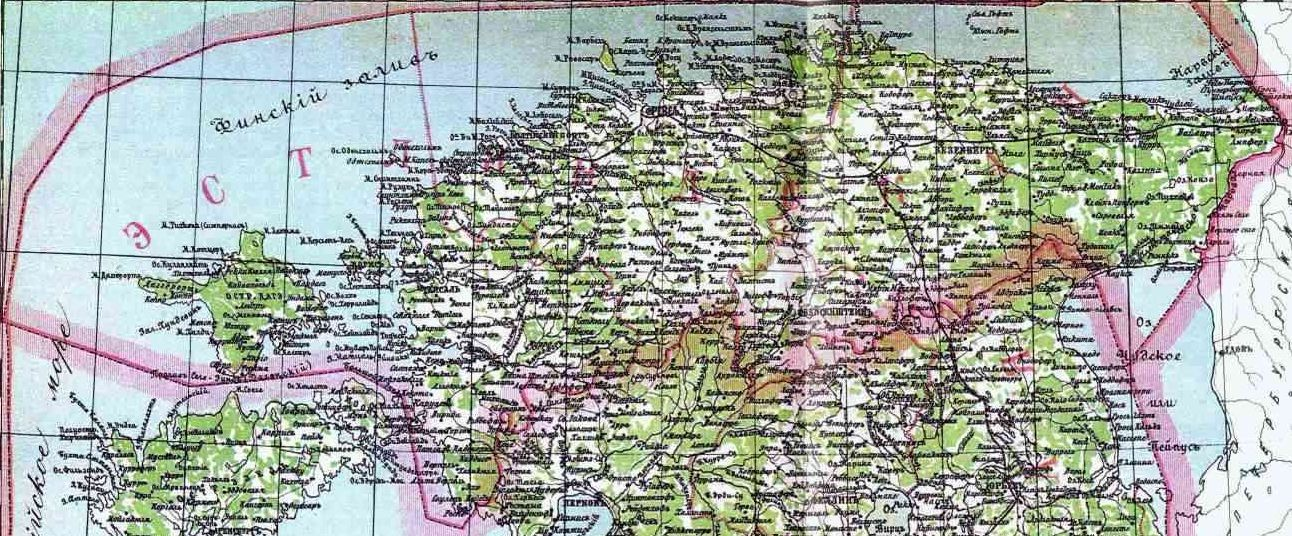
예스틀랸디야현의 지도

예스틀랸드현(러시아어: Эстляндская губерния)은 1796년부터 1918년까지 존재했던 현도는 레발(현재의 탈린)이며 면적은 20,246.7km2, 인구는 449,400명(1905년 당시 기준)이다. 1783년 레벨현을 개편하면서 신설되었다. 현재의 에스토니아 하리우주(탈린을 포함함), 래네비루주, 이다비루주, 라플라주, 얘르바주, 래네주, 히우주에 걸쳐 있었다.

## 같이 보기
- 리보니아현
- 상트페테르부르크현